# Забурдаєв Іван Іванович
Іван Іванович Забурдаєв (нар. 15 березня 1937, село  Архангельське, тепер Шатковського району Нижегородської області, Російська Федерація — 21 квітня 1990, місто Сватове Луганської області) — український радянський партійний діяч, 1-й секретар Новоайдарського і Сватівського райкомів КПУ Луганської області. Депутат Верховної Ради УРСР 10-го скликання.

## Біографія
Народився в селянській родині. У 1961 році закінчив Московську ветеринарну академію.
Трудову діяльність розпочав у 1961 році ветеринарним лікарем Ровеньківської міжрайонної ветеринарної лабораторії Луганської області. Потім працював головним ветеринарним лікарем радгоспу імені Калініна Антрацитівського району Луганської області; директором племінного радгоспу «Довжанський» Свердловського району Луганської області.
Член КПРС з серпня 1964 року.
У серпні — грудні 1973 року — начальник відділу виробництва продуктів тваринництва—заступник начальника Ворошиловградського обласного управління сільського господарства.
У грудні 1973 — 1980 року — 1-й секретар Новоайдарського районного комітету КПУ Ворошиловградської області.
У 1980 — квітні 1990 року — 1-й секретар Сватівського районного комітету КПУ Ворошиловградської (Луганської) області. У 1990 році обирався головою Сватівської ради народних депутатів.

## Нагороди
- орден Жовтневої Революції
- два ордени «Знак Пошани»
- орден Дружби народів
- грамота Президії Верховної Ради УРСР
- дві медалі